# Sari Baldauf

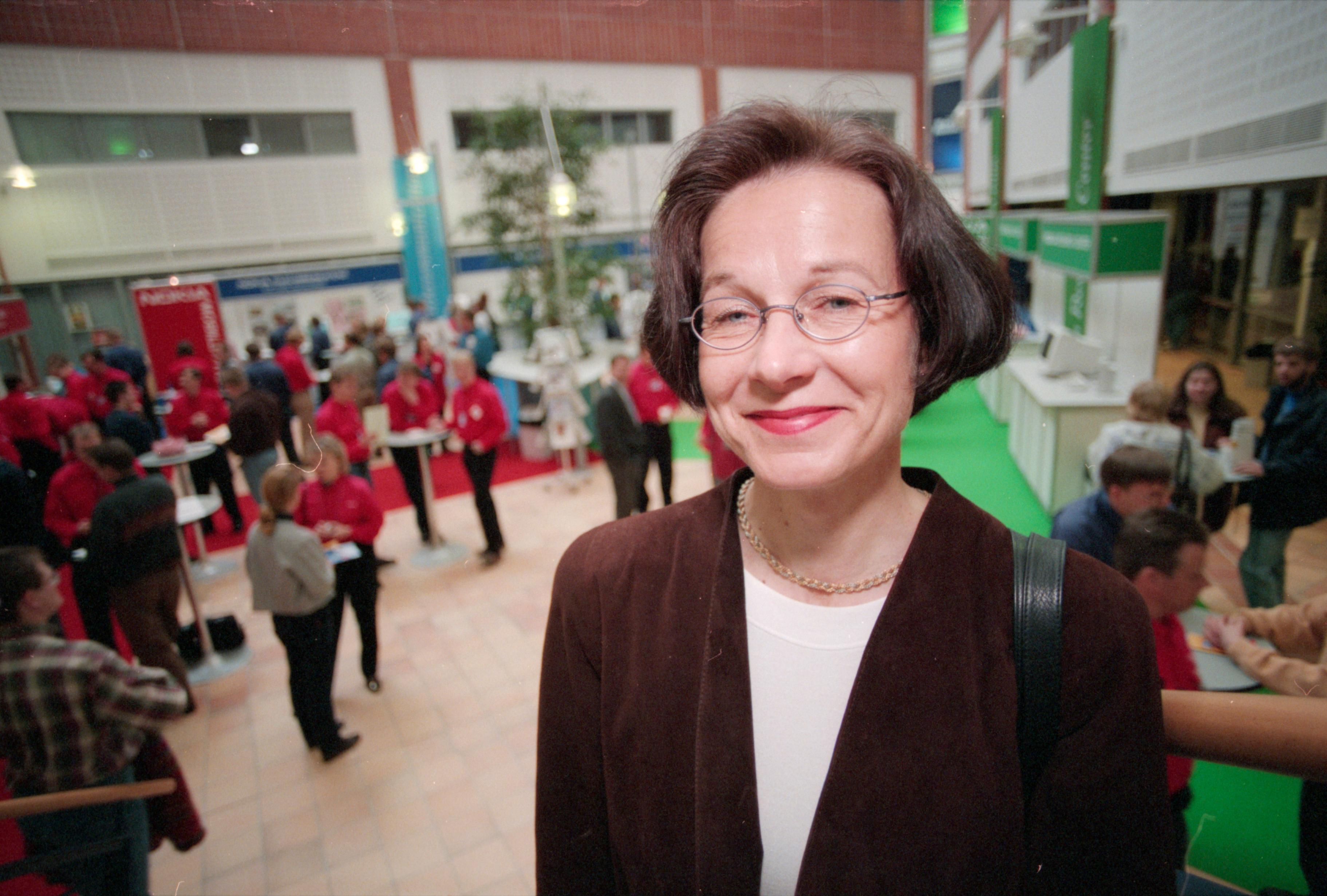
Sari Baldauf (1998)

Sari Maritta Baldauf, geborene Niiranen (geboren am 10. August 1955 in Kotka, Finnland) ist eine finnische Managerin und Vorsitzende des Aufsichtsrats der Nokia Corporation. Baldauf schloss 1979 ihren Master of Science in Economics an der Handelshochschule Helsinki ab. Von 2008 bis 2023 war sie im Aufsichtsrat von Daimler.

## Persönlicher Werdegang
Sari Baldauf machte 1979 ihren Master of Economics an der Handelshochschule Helsinki und fing 1983 bei Nokia an. 1994 wurde sie in den Vorstand von Nokia gewählt.
1998 wurde Sari Baldauf von Fortune als einflussreichste weibliche Führungskraft ausgewählt. Im Jahr 2002 wurde Sari Baldauf vom Wall Street Journal zur erfolgreichsten weiblichen Führungskraft Europas gekürt.
Am 3. Dezember 2004 gab Sari Baldauf bekannt, dass sie aus persönlichen Gründen von Nokia zurückgetreten ist. Bis dahin hatte sie den Bereich Nokia Networks geleitet. Danach war sie Mitglied in einer Reihe von Aufsichtsräten in finnischen und internationalen Unternehmen, darunter Fortum, Capman, F-Secure, Hewlett-Packard und Daimler.
- Von 2011 bis 2018 war sie Vorsitzende des Aufsichtsrats des großen Energieversorgungsunternehmens Fortum in Finnland.[2][3] Damit war sie die erste weibliche Vorsitzende eines großen finnischen Unternehmens.
- Sari Baldauf war von Februar 2008 bis zum Mai 2023 Mitglied des Aufsichtsrats der Mercedes Benz Group AG.[4][5] Anfang Mai 2023 folgte ihr Stefan Pierer im Aufsichtsrat von Daimler nach.[6][7]
- Seit 2017 sitzt sie im University Board der Aalto-Universität in Helsinki, Finnland.[8]
- Sari Baldauf ist seit 2018 im Aufsichtsrat von Nokia,[9] seit 2020 ist sie dort Vorsitzende des Aufsichtsrats.[10]

## Auszeichnungen
Das US-amerikanische Magazin Fortune wählte Sari Baldauf 1998 als wichtigste weibliche Führungspersönlichkeit Europas aus. Unter den besten Frauen der Weltrangliste der Frauen lag sie im Jahr 2002 auf Platz 14. Das Wall Street Journal verlieh Sari Baldauf im Jahr 2002 den Titel der erfolgreichsten weiblichen Führungspersönlichkeit in Europa. Das Finnische Finanz- und Businessmagazin Talouselämä hat Sari Baldauf 2004 und 2011 zu Finnlands einflussreichster weiblicher Managerin gekürt. Sari Baldauf rangierte im August 2012 unter den größten Geschäftsdenkerinnen und Geschäftsdenkern Finnlands auf Platz sechs der Liste der Thinkers 20 für den Nordic Business Report.